# Sewall Wright
Sewall Green Wright (21. prosince 1889 – 3. března 1988) byl americký genetik, který se proslavil svou prací na evoluční teorii.

## Životopis a výzkum
Sewall Wright se narodil roku 1889 ve městě Melrose v Massachusetts. Zájem o přírodní vědy v sobě objevil již jako chlapec, v pouhých sedmi letech sepsal „knihu“, kterou nazval Zázraky přírody (anglicky The Wonders of Nature). Absolvoval Lombard College v americkém státě Illinois, na univerzitě v Illinois následně získal magisterský titul a roku 1915 pak obdržel i doktorský titul ze zoologie na Harvardově univerzitě. Do roku 1925 pracoval pro Ministerstvo zemědělství Spojených států amerických. Mezi lety 1926 až 1954 působil jako profesor na Chicagské univerzitě, přičemž zde vykonal většinu své teoretické práce. Mezi lety 1955 až 1960 pak pracoval pro Wisconsinskou univerzitu v Madisonu, po odchodu do důchodu zde byl emeritním profesorem až do své smrti. Nadále zůstal činný také v publikování vědeckých prací. Sewall Wright zemřel roku 1988 ve věku 98 let, jeho zdravotní stav se před smrtí rapidně zhoršil v důsledku zlomeniny kyčle.
Wrightovy rané práce se soustředily na účinky příbuzenské plemenitby a křížení, přičemž výzkumy prováděl na morčatech. Wright výrazně přispěl do oblasti teoretické i experimentální genetiky. Zhruba mezi lety 1915 až do 60. let 20. století společně s Ronaldem Fischerem a J. B. S. Haldanem vytvořil matematický základ moderní evoluční teorie. Byl jednou z klíčových postav nové evoluční syntézy, která sloučila klasický darwinismus s mendelovskou genetikou; v tuto dobu se také utvářela celá moderní biologie. Wright zformuloval teorii genetického driftu; tento termín označuje náhodné fluktuace alelických frekvencí, jež mohou zejména u menších populací působit silnější měrou než přirozený výběr. Wright je také autorem metafory adaptivní krajiny. Rovněž představil statistickou metodu nazvanou pěšinková analýza (path analysis), která našla široké uplatnění i v sociologii či ekonometrii.
Obdržel mj. Národní vyznamenání za vědu (1966) a Darwinovu medaili (1980).